# Cézac (Gironde)
Pour les articles homonymes, voir Cézac.
Cézac est une commune du Sud-Ouest de la France, située dans le département de la Gironde, en région Nouvelle-Aquitaine.

## Géographie

### Localisation
La commune se trouve dans l'aire d'attraction de Bordeaux et est située dans le Cubzaguais à une quarantaine de kilomètres au nord de Bordeaux. Il s'agit d'une commune rurale tournée vers la viticulture (côtes de Blaye pour une partie des parcelles, bordeaux AOC et bordeaux pour l'essentiel).

### Communes limitrophes
Les communes limitrophes en sont Saint-Mariens au nord, Cavignac au nord-est, Marsas à l'est, Cubnezais au sud, Peujard au sud-sud-ouest sur un peu plus de 120 m, Saint-Laurent-d'Arce au sud-ouest, Tauriac à l'ouest-sud-ouest sur un peu moins de 700 m, Pugnac à l'ouest et Civrac-de-Blaye au nord-ouest.
| Civrac-de-Blaye              | Saint-Mariens | Cavignac |
| Pugnac Tauriac               | Cézac         | Marsas   |
| Saint-Laurent-d'Arce Peujard | Cubnezais     |          |

### Hydrographie
Le Moron traverse la commune.

### Climat
Pour des articles plus généraux, voir Climat de la Nouvelle-Aquitaine et Climat de la Gironde.
Historiquement, la commune est exposée à un climat océanique aquitain.  
En 2020, Météo-France publie une typologie des climats de la France métropolitaine dans laquelle la commune est exposée à un climat océanique et est dans la région climatique  Aquitaine, Gascogne, caractérisée par une pluviométrie abondante au printemps, modérée en automne, un faible ensoleillement au printemps, un été chaud (19,5 °C), des vents faibles, des brouillards fréquents en automne et en hiver et des orages fréquents en été (15 à 20 jours).
Pour la période 1971-2000, la température annuelle moyenne est de 13,4 °C, avec une amplitude thermique annuelle de 14,5 °C. Le cumul annuel moyen de précipitations est de 906 mm, avec 12,1 jours de précipitations en janvier et 6,8 jours en juillet. Pour la période 1991-2020, la température moyenne annuelle observée sur la station météorologique la plus proche, située sur la commune de Saint-Savin à 6 km à vol d'oiseau, est de 13,9 °C et le cumul annuel moyen de précipitations est de 835,2 mm,. Pour l'avenir, les paramètres climatiques de la commune estimés pour 2050 selon différents scénarios d’émission de gaz à effet de serre sont consultables sur un site dédié publié par Météo-France en novembre 2022.

## Urbanisme

### Typologie
Au 1er janvier 2024, Cézac est catégorisée commune rurale à habitat dispersé, selon la nouvelle grille communale de densité à sept niveaux définie par l'Insee en 2022.
Elle appartient à l'unité urbaine de Cézac, une agglomération intra-départementale regroupant six  communes, dont elle est ville-centre,,. Par ailleurs la commune fait partie de l'aire d'attraction de Bordeaux, dont elle est une commune de la couronne,. Cette aire, qui regroupe 275 communes, est catégorisée dans les aires de 700 000 habitants ou plus (hors Paris),.

### Occupation des sols

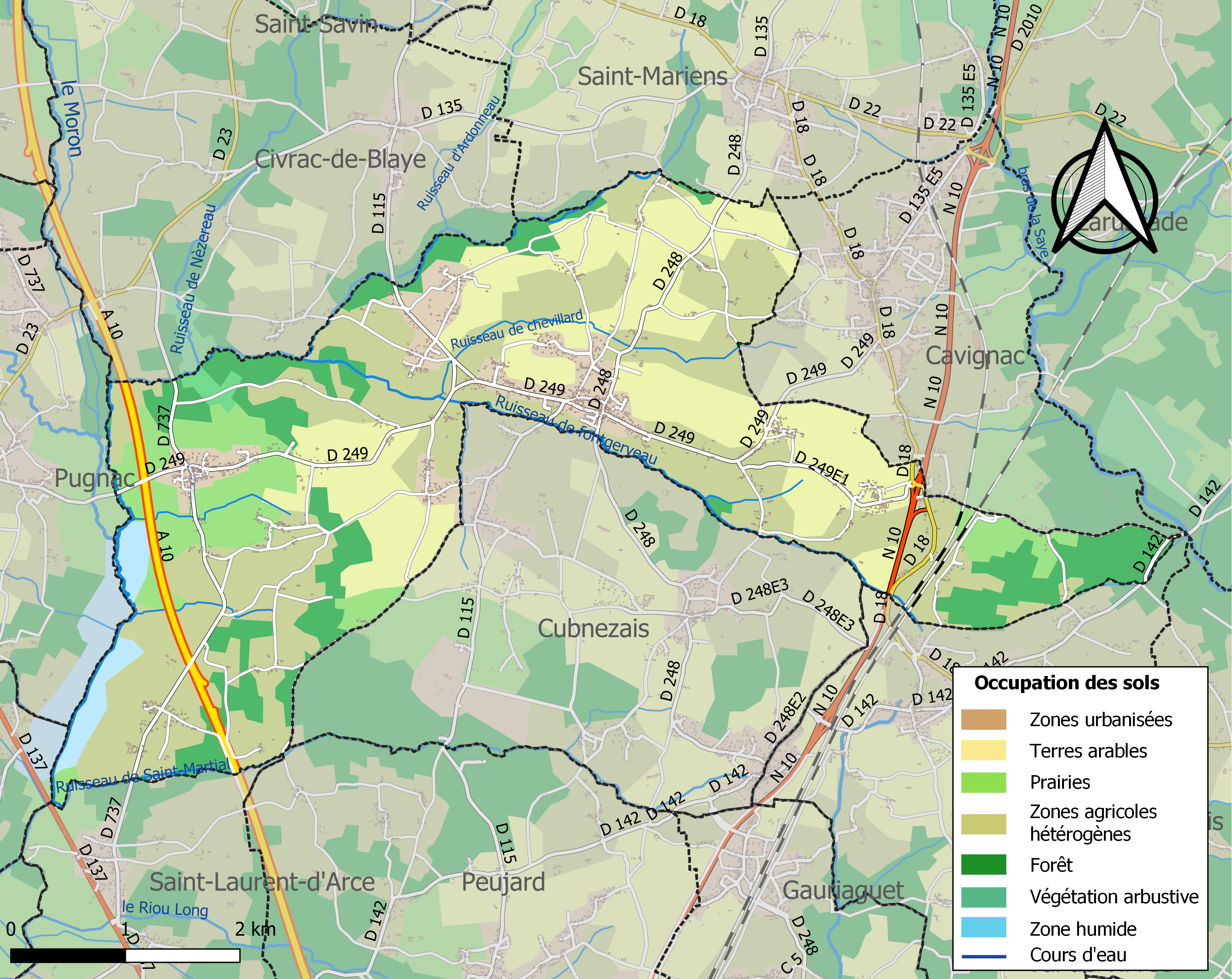
Carte des infrastructures et de l'occupation des sols de la commune en 2018 (CLC).

L'occupation des sols de la commune, telle qu'elle ressort de la base de données européenne d’occupation biophysique des sols Corine Land Cover (CLC), est marquée par l'importance des territoires agricoles (76,4 % en 2018), en diminution par rapport à 1990 (82,8 %). La répartition détaillée en 2018 est la suivante : 
zones agricoles hétérogènes (41,4 %), cultures permanentes (25,4 %), forêts (14,2 %), prairies (9,6 %), zones urbanisées (6,8 %), zones humides intérieures (2,1 %), milieux à végétation arbustive et/ou herbacée (0,5 %). L'évolution de l’occupation des sols de la commune et de ses infrastructures peut être observée sur les différentes représentations cartographiques du territoire : la carte de Cassini (XVIIIe siècle), la carte d'état-major (1820-1866) et les cartes ou photos aériennes de l'IGN pour la période actuelle (1950 à aujourd'hui).

### Voies de communication et transports
La commune est traversée à l'est par la N.10 entre Bordeaux et Angoulême et à l'ouest par l'autoroute A10 entre Bordeaux et Saintes.

### Risques majeurs
Le territoire de la commune de Cézac est vulnérable à différents aléas naturels : météorologiques (tempête, orage, neige, grand froid, canicule ou sécheresse), inondations, mouvements de terrains et séisme (sismicité faible). Un site publié par le BRGM permet d'évaluer simplement et rapidement les risques d'un bien localisé soit par son adresse soit par le numéro de sa parcelle.
Certaines parties du territoire communal sont susceptibles d’être affectées par le risque d’inondation par débordement de cours d'eau, notamment le Moron et le ruisseau de Bourdillot. La commune a été reconnue en état de catastrophe naturelle au titre des dommages causés par les inondations et coulées de boue survenues en 1982, 1988, 1999 et 2009,.
Les mouvements de terrains susceptibles de se produire sur la commune sont des tassements différentiels.

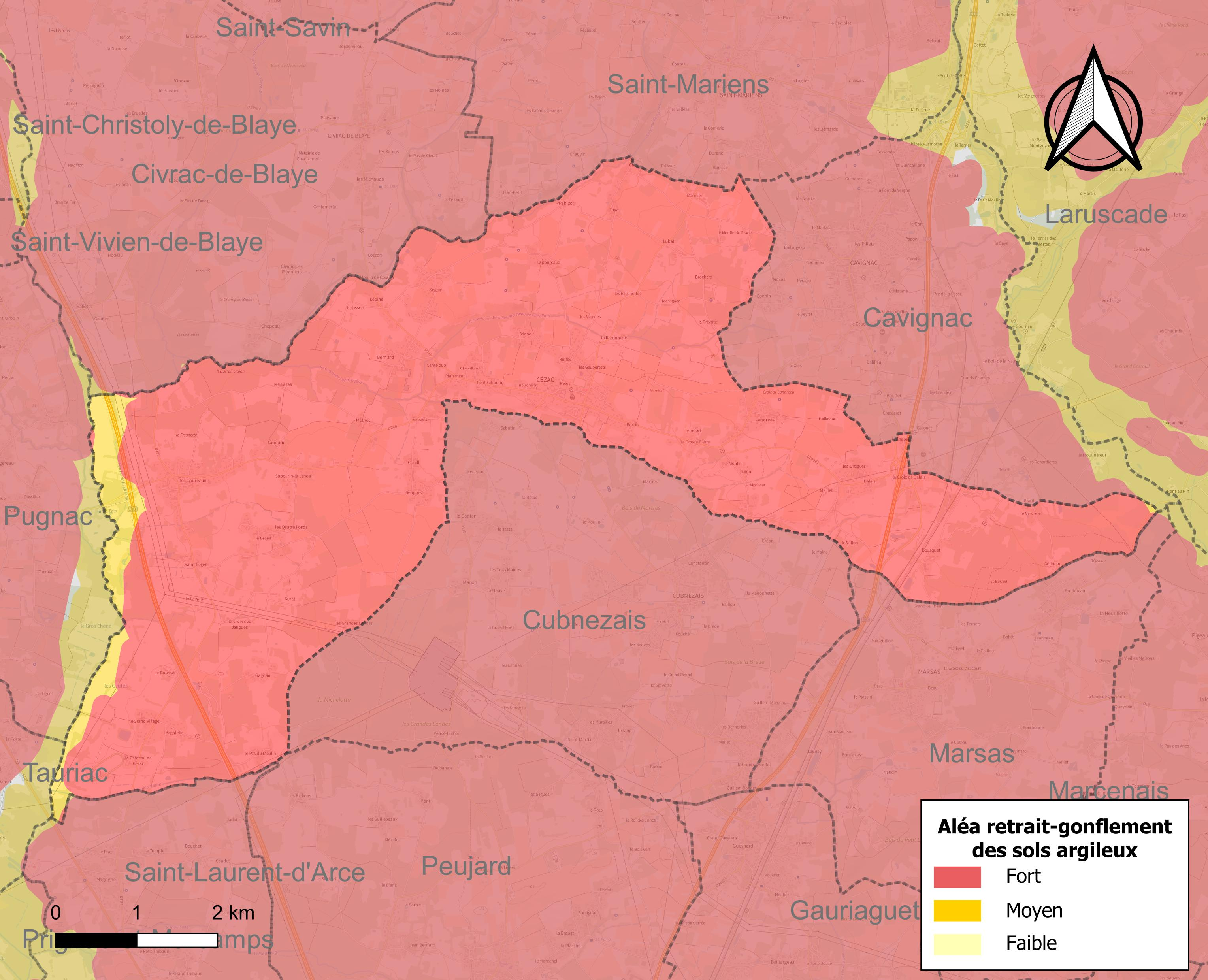
Carte des zones d'aléa retrait-gonflement des sols argileux de Cézac.

Le retrait-gonflement des sols argileux est susceptible d'engendrer des dommages importants aux bâtiments en cas d’alternance de périodes de sécheresse et de pluie. La totalité de la commune est en aléa moyen ou fort (67,4 % au niveau départemental et 48,5 % au niveau national). Sur les 1 024 bâtiments dénombrés sur la commune en 2019, 1 024 sont en aléa moyen ou fort, soit 100 %, à comparer aux 84 % au niveau départemental et 54 % au niveau national. Une cartographie de l'exposition du territoire national au retrait gonflement des sols argileux est disponible sur le site du BRGM,.
Par ailleurs, afin de mieux appréhender le risque d’affaissement de terrain, l'inventaire national des cavités souterraines permet de localiser celles situées sur la commune.
Concernant les mouvements de terrains, la commune a été reconnue en état de catastrophe naturelle au titre des dommages causés par la sécheresse en 1989, 2003, 2005 et 2012 et par des mouvements de terrain en 1999.

## Toponymie
La commune de Cézac est attestée dès 1274 dans des documents officiels. Son suffixe localisant en -ac laisse à penser qu'elle pourrait avoir été l'emplacement d'une villa romaine.
En gascon, la graphie du nom de la commune est identique.

## Histoire
À la Révolution, la paroisse Saint-Pierre de Cézac forme la commune de Cézac.

## Politique et administration

### Liste des maires

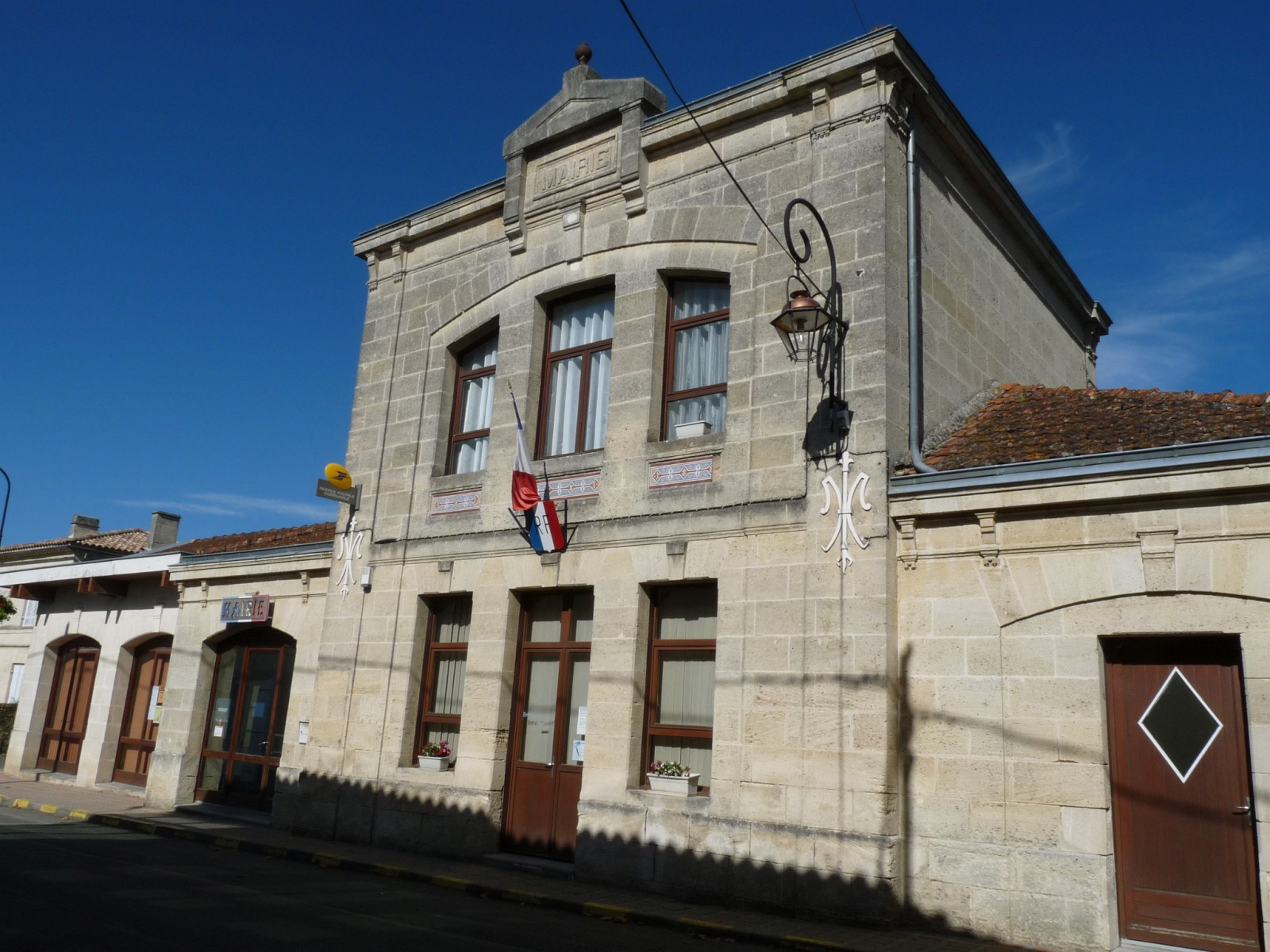
La mairie.

| Période                                  | Période            | Identité           | Étiquette | Qualité                                   |
| ---------------------------------------- | ------------------ | ------------------ | --------- | ----------------------------------------- |
| mars 1983                                | mars 2001          | Jean Ladoux        | DVG       |                                           |
| mars 2001                                | mars 2008          | Philippe Joyat     | PS        |                                           |
| mars 2008                                | mars 2014          | Bernadette Coureau | UMP       | Agricultrice retraitée                    |
| mars 2014                                | avril 2017 (décès) | Dominique Pionat   | UMP → LR  | Lieutenant-colonel des pompiers honoraire |
| avril 2017                               | en cours           | Nicole Porte       | DVD       | Secrétaire de mairie retraitée            |
| Les données manquantes sont à compléter. |                    |                    |           |                                           |

## Démographie
Les habitants sont appelés les Cézacais.
L'évolution du nombre d'habitants est connue à travers les recensements de la population effectués dans la commune depuis 1793. Pour les communes de moins de 10 000 habitants, une enquête de recensement portant sur toute la population est réalisée tous les cinq ans, les populations de référence des années intermédiaires étant quant à elles estimées par interpolation ou extrapolation. Pour la commune, le premier recensement exhaustif entrant dans le cadre du nouveau dispositif a été réalisé en 2004.

En 2022, la commune comptait 2 740 habitants, en évolution de +8,09 % par rapport à 2016 (Gironde : +6,91 %, France hors Mayotte : +2,11 %).
| 1793  | 1800  | 1806  | 1821  | 1831  | 1836  | 1841  | 1846  | 1851  |
| ----- | ----- | ----- | ----- | ----- | ----- | ----- | ----- | ----- |
| 1 647 | 1 710 | 1 977 | 1 618 | 1 709 | 1 587 | 1 496 | 1 665 | 1 561 |

| 1856  | 1861  | 1866  | 1872  | 1876  | 1881  | 1886  | 1891  | 1896  |
| ----- | ----- | ----- | ----- | ----- | ----- | ----- | ----- | ----- |
| 1 567 | 1 591 | 1 523 | 1 502 | 1 480 | 1 529 | 1 525 | 1 513 | 1 465 |

| 1901  | 1906  | 1911  | 1921  | 1926  | 1931  | 1936  | 1946  | 1954  |
| ----- | ----- | ----- | ----- | ----- | ----- | ----- | ----- | ----- |
| 1 439 | 1 406 | 1 263 | 1 211 | 1 227 | 1 140 | 1 095 | 1 148 | 1 161 |

| 1962  | 1968  | 1975  | 1982  | 1990  | 1999  | 2004  | 2006  | 2009  |
| ----- | ----- | ----- | ----- | ----- | ----- | ----- | ----- | ----- |
| 1 128 | 1 074 | 1 107 | 1 366 | 1 580 | 1 762 | 1 833 | 1 918 | 2 276 |

| 2014  | 2019  | 2022  | - | - | - | - | - | - |
| ----- | ----- | ----- | - | - | - | - | - | - |
| 2 503 | 2 654 | 2 740 | - | - | - | - | - | - |

## Économie
- Viticulture : vignoble de Blaye et bordeaux AOC.
- La tuilerie Joyat emploie cinq personnes en 1988. Elle a été fondée en 1850, et distribue ses tuiles localement sur la Gironde et la Charente-Maritime[31].

## Équipements, services et vie locale
La commune possède une école maternelle, une salle des fêtes, une maison des associations et un stade.

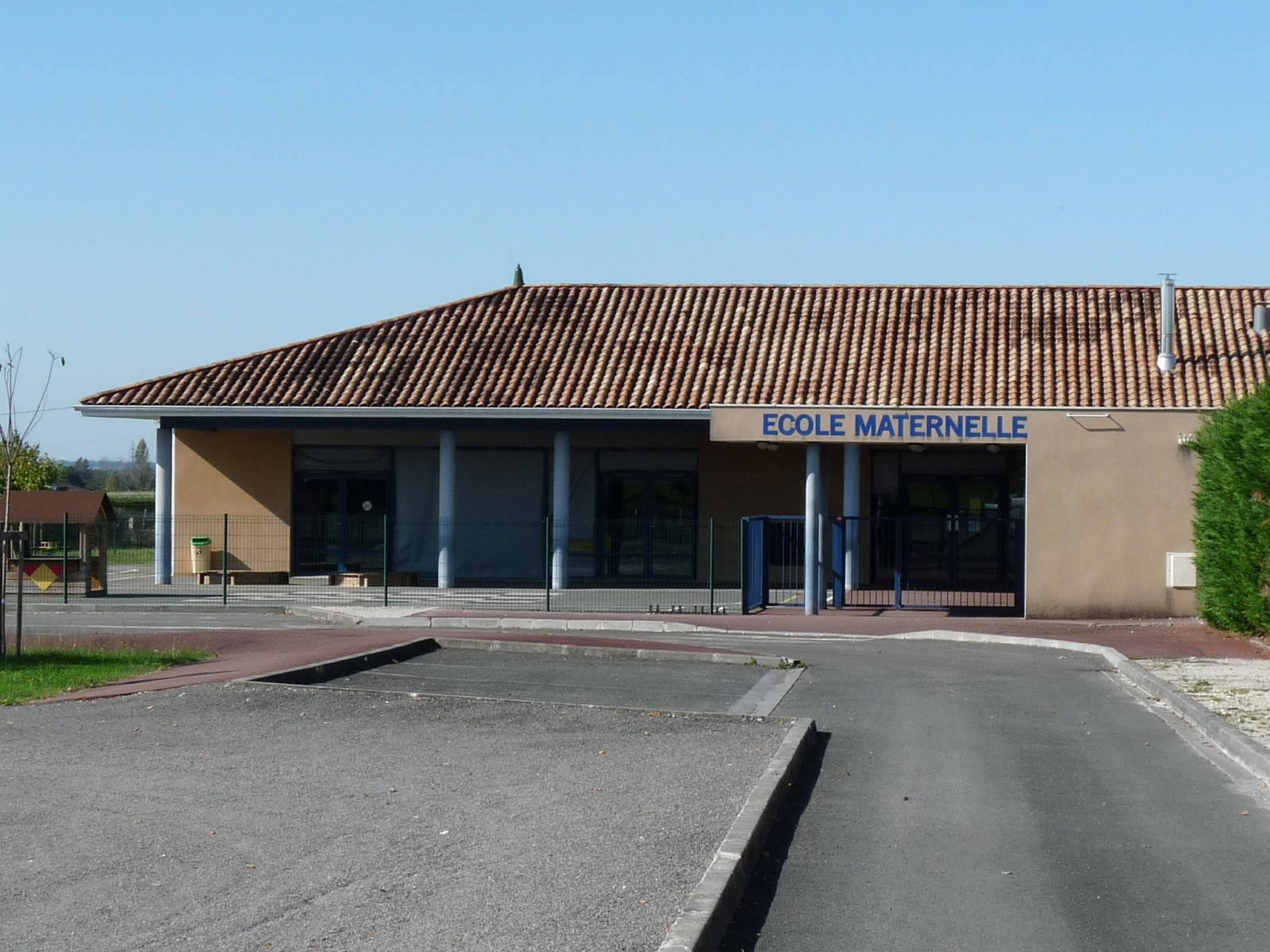
L'école maternelle.
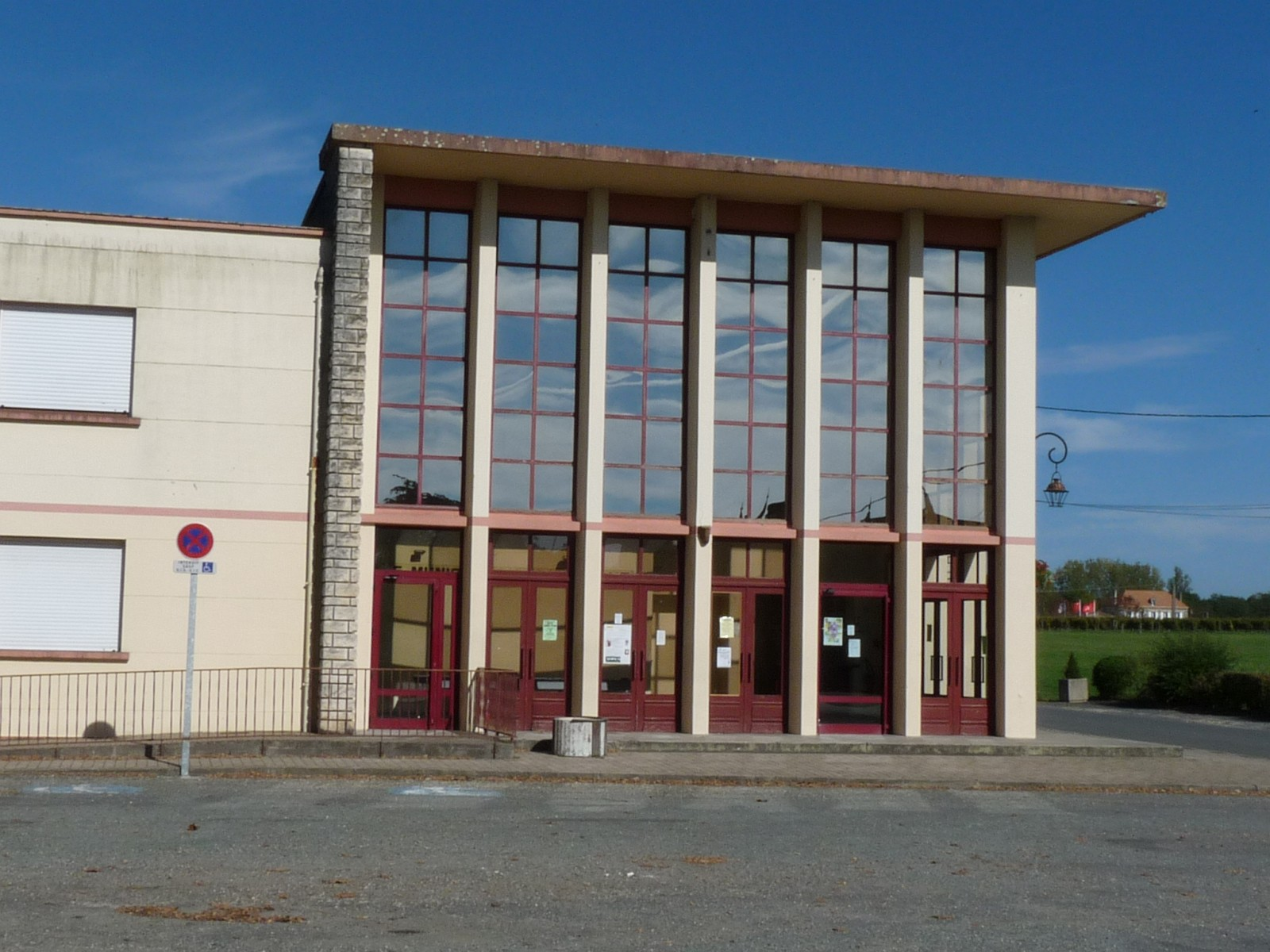
Salle des fêtes.
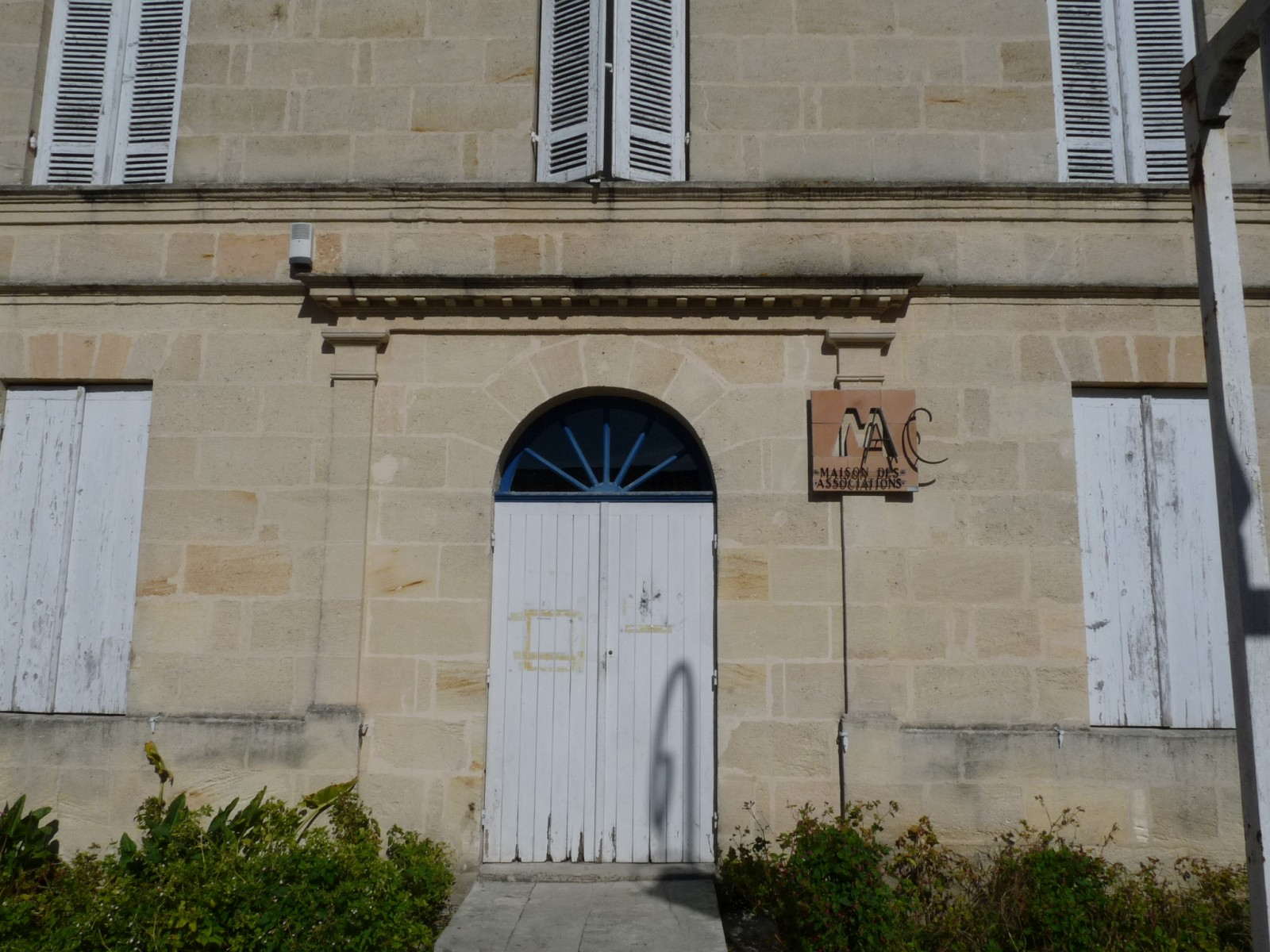
Maison des associations.
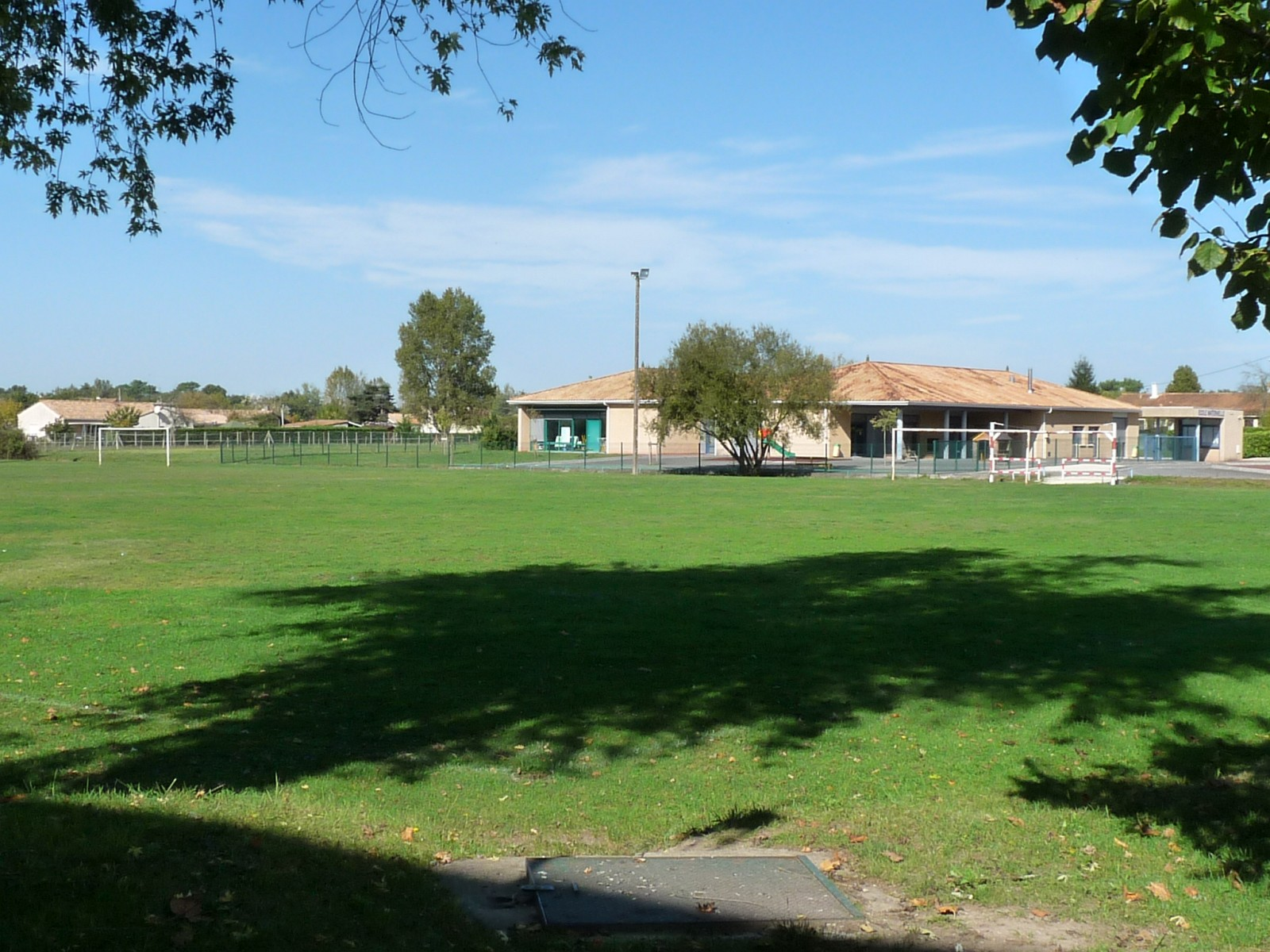
Le stade.

## Culture locale et patrimoine

### Lieux et monuments
L'église paroissiale Saint-Pierre était primitivement de style roman mais il n'en subsiste que le clocher. Par la suite, l'église fut reconstruite au XIVe ou XVe siècle, en style gothique. Son état très dégradé fit qu'elle fut entièrement remaniée de 1870 à 1881 et dédicacée en 1889.

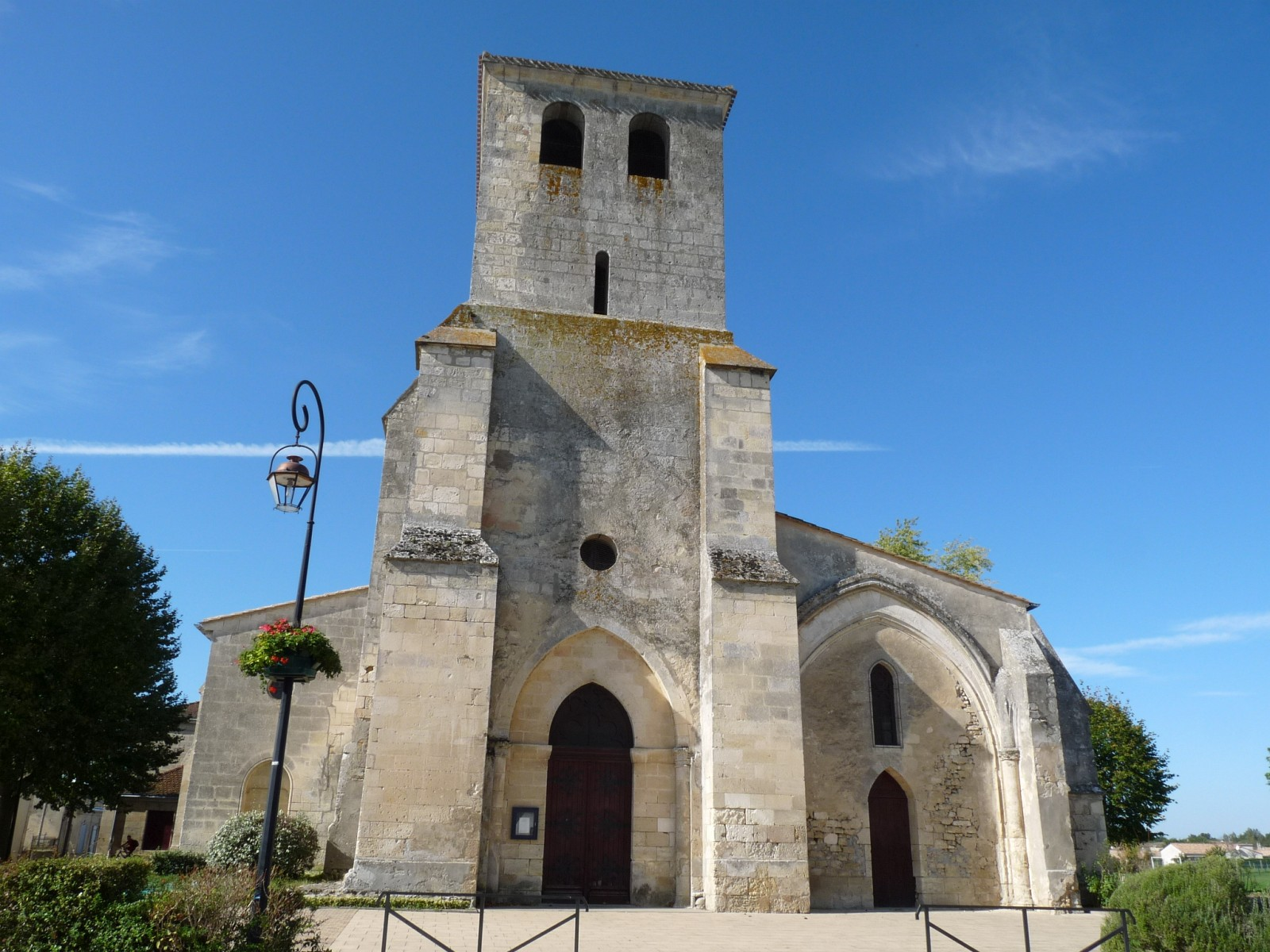
L'église Saint-Pierre.
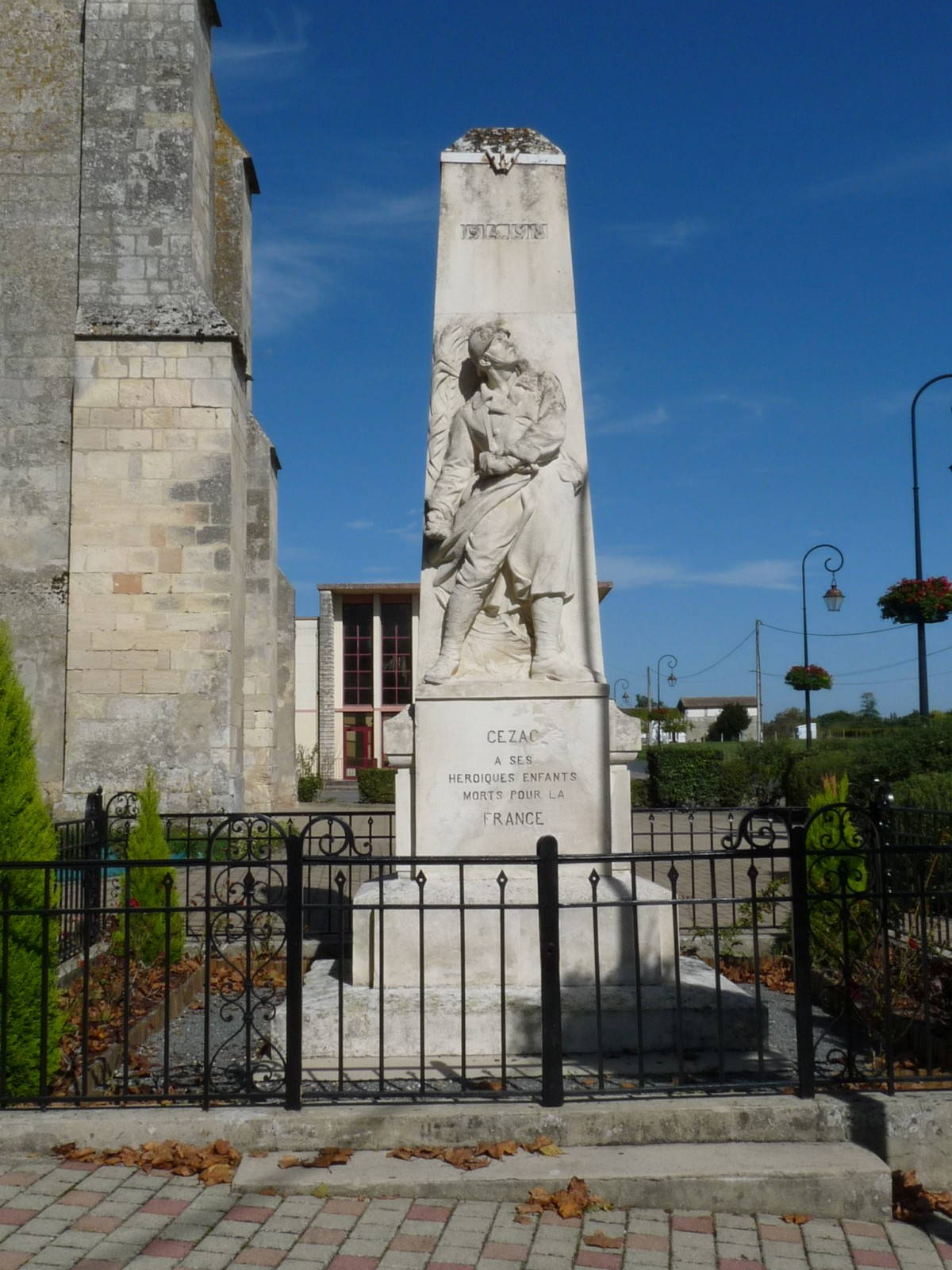
Le monument aux morts.

### Personnalités liées à la commune
- Nicolas Thomas de Sorlus-Crause (1734-1813), général de brigade de la Révolution française.

### Héraldique
| Blason de Cézac | Blason  | D'or à la bande d'azur chargée en chef et en pointe de deux fleurs de lis d'or posées à plomb, accompagnée de deux palmes de sinople, à l'écusson d'argent chargé d'une feuille de vigne renversée de sinople tigée du même, brochant sur le tout. |
| Blason de Cézac | Détails | Officiel, présenté sur le site internet de la commune,. |